# 绿牙鹦嘴鱼
绿牙鹦嘴鱼（学名：Scarus chlorodon）为鹦嘴鱼科鹦嘴鱼属的鱼类。分布于印度洋非洲东岸至太平洋波利尼西亚、北达日本南部海域以及南海诸岛等。